# SN 1996aa
SN 1996aa – supernowa typu Ia odkryta 16 maja 1996 roku w galaktyce NGC 5557. W momencie odkrycia miała maksymalną jasność 17,00m.